# Пристанище Тутракан
Пристанище Тутракан е пристанище в Тутракан, на река Дунав, част от пристанищен комплекс Русе.

## История
Скеле е построено преди Освобождението през 1878 г. Съвременната кейова стена е от 1960 г. Механизираната обработка на товарите е въведена през 1966 г.

## Товари
В миналото се изнасят селксотопански произведения и сол. Традиционни товари на пристанището са инертни материали.